# سوچیترا سن
سوچیترا سن (بنگالی: সুচিত্রা সেন؛ ۶ آوریل ۱۹۳۱ – ۱۷ ژانویهٔ ۲۰۱۴ ) یک هنرپیشه و صداپیشه اهل هند بود. وی بین سال‌های ۱۹۵۲ تا ۱۹۷۹ میلادی فعالیت می‌کرد.
او در فیلم مادر شدن، جنتلمنی از بمبئی، خواسته‌ها تحقق یافت و طوفان بازی کرده است.